# Mārīte Ozere
Mārīte Ozere (Lettonia, 1944) è una modella statunitense.

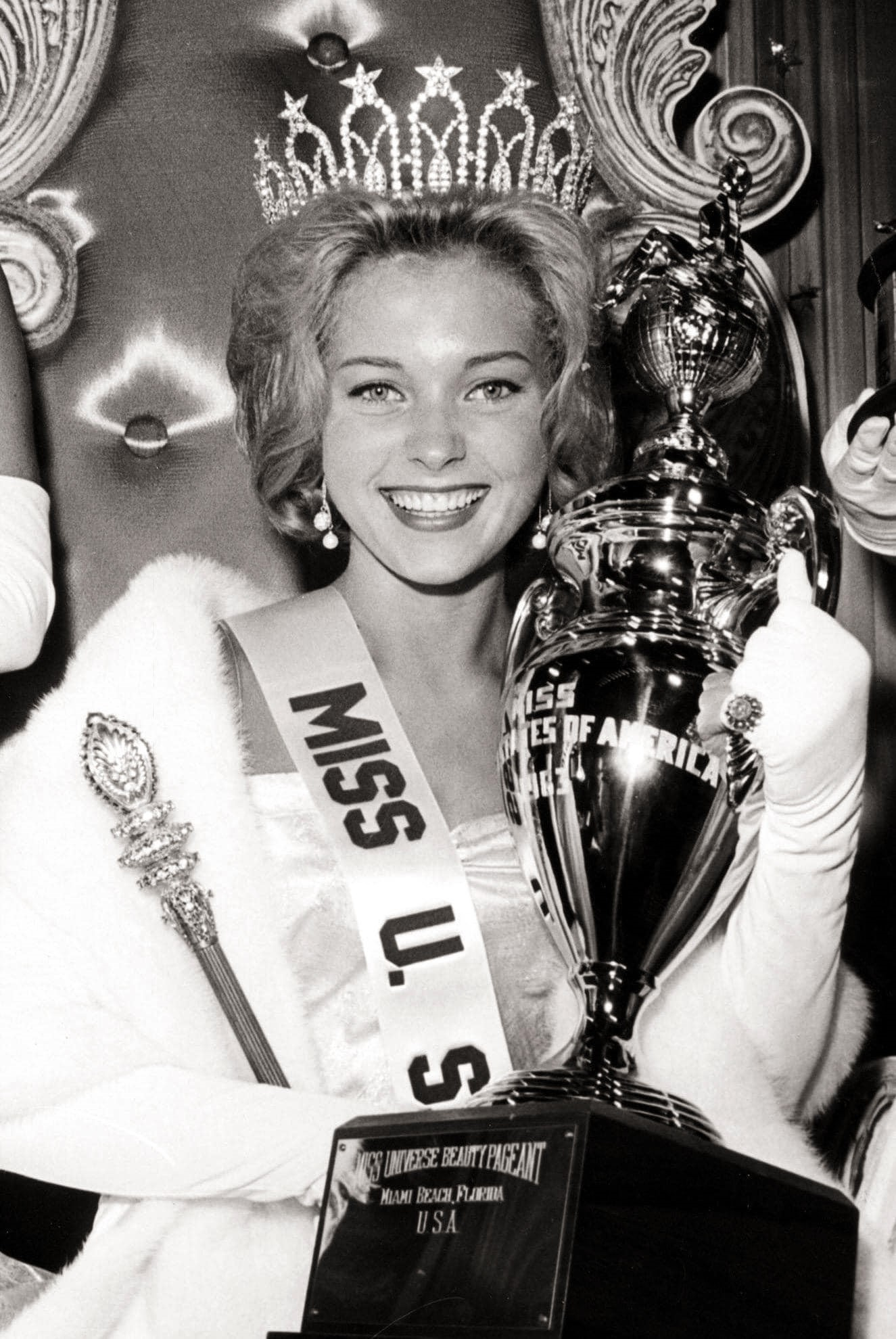
Mārīte Ozere

Dopo aver vinto la corona di Miss Illinois, Mārīte, proveniente da Chicago, ma originaria della Lettonia, divenne la seconda rappresentante dell'Illinois a vincere il titolo di Miss USA nel 1963. Inoltre Mārīte Ozere fu anche la prima cittadina naturalizzata ad essere incoronata Miss USA. In seguito partecipò a Miss Universo 1963.